# Супер-Камиоканде

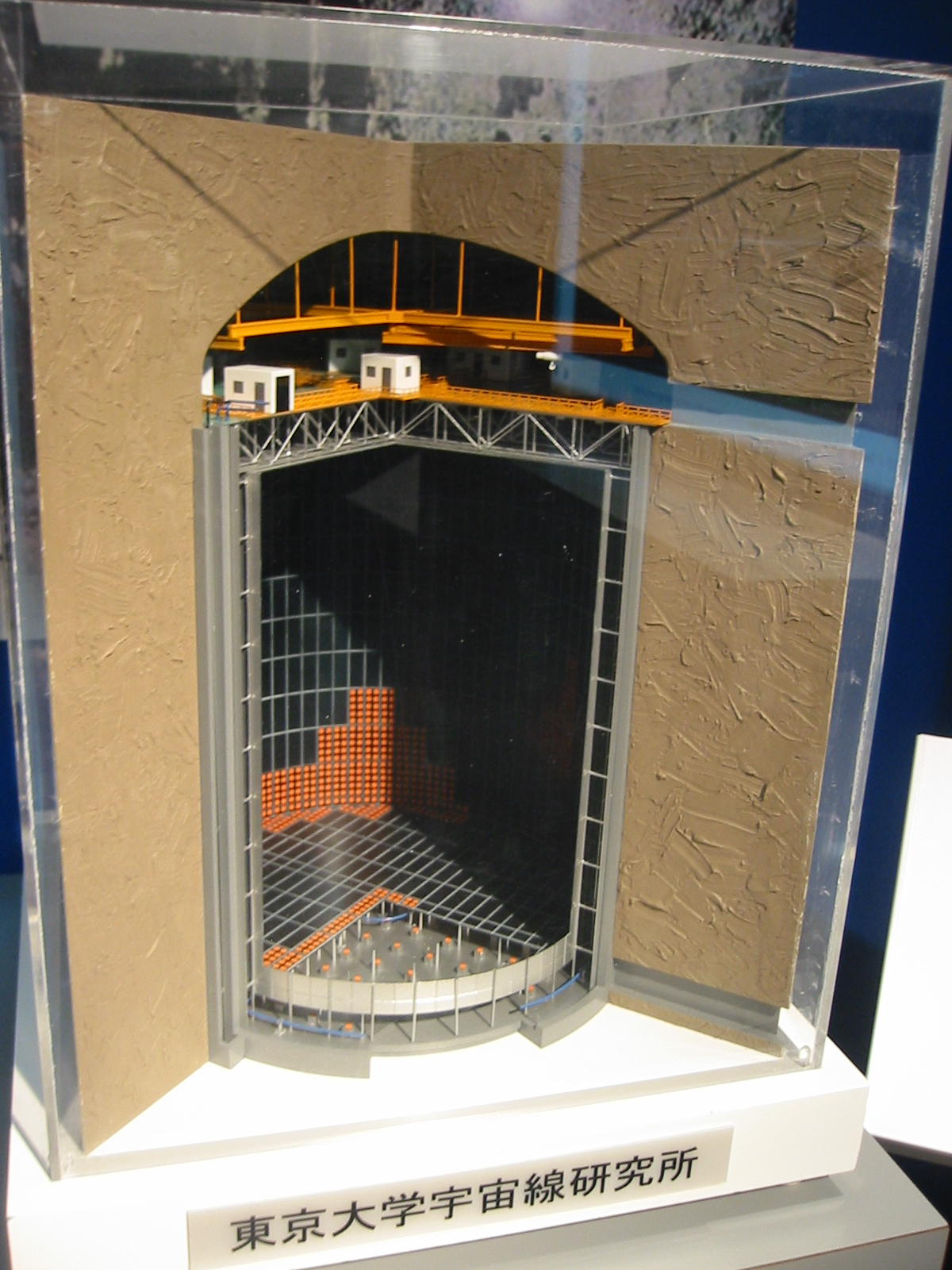
Детектор нейтрино «Супер-Камиоканде» (модель)

«Супер-Камиоканде» (Super-Kamiokande или Super-K) — нейтринный детектор, являющийся модернизированной моделью Kamiokande-II. Предназначен для поиска гипотетического распада протона, изучения нейтрино, а также регистрации нейтринных вспышек сверхновых. Детектор размещён в японской лаборатории на глубине в 1 км в цинковой шахте Камиока, в 290 км к северу от Токио. Строительство производилось консорциумом американских и японских исследователей и было завершено в 1996 году.
Детектор «Супер-Камиоканде» представляет собой резервуар из нержавеющей стали в форме цилиндра высотой 41,4 м и диаметром основания 39,3 м, заполненный 50 тыс. тонн специально очищенной воды. На стенах резервуара размещены 11146 фотоумножителей (ФЭУ). Это чрезвычайно светочувствительные приборы: при попадании на их поверхность даже одного кванта света они генерируют электрический импульс, который затем обрабатывает специальная электронная система. Также детектор оснащён огромным количеством электроники, компьютеров, калибровочных устройств и оборудованием для очистки воды.
На «Супер-Камиоканде» работал японский учёный Такааки Кадзита, получивший Нобелевскую премию по физике 2015 года за открытие нейтринных осцилляций.